# Markus Hediger
Markus Hediger (Zúrich, 31 de marzo de 1959) es un poeta y traductor suizo.

## Biografía
Markus Hediger pasó su infancia y adolescencia en Reinach, cantón de Argovia. Después de acabar la escuela secundaria en Aarau estudió literatura francesa, literatura italiana y crítica literaria en la Universidad de Zúrich. Luego de finalizar sus estudios comenzó a traducir al alemán libros de escritores de Suiza francesa, entre ellos Nicolas Bouvier y Alice Rivaz. 
Por otra parte, Hediger ha escrito poesía desde siempre, no en alemán, que es su lengua materna, sino en francés. Al día de hoy, ha publicado tres libros de poesía. En 2009 publicó un ensayo literario sobre Georges Schehadé, Les Après-midi de Georges Schehadé (Las Tardes de Georges Schehadé), en el que cuenta sus encuentros y entrevistas con el gran poeta y dramaturgo libanés en París en los años 1980.
En 2011 lo invitaron al Festival Internacional de Poesía de Rosario, Argentina, en 2014 al de Medellín, Colombia, en 2016 al Festival Internacional de poesía de Lima. y en 2025 al Festival Mundial de Poesía de Venezuela.
Es miembro de la asociación Autoras y Autores de Suiza, a la que representó en el CEATL (Consejo Europeo de Asociaciones de Traductores Literarios) de 2003 a 2013.

## Traducción
- Dar la vuelta a la piedra, antología personal (1981-2021), prólogo de Edgardo Dobry, traducción por José Aníbal Campos, Sara Cohen, Juan Goldín, Rodolfo Häsler y José Luis Reina Palazón, Animal Sospechoso Editor,[5][6] Barcelona 2021, ISBN 978-84-122786-3-7.
- Las tardes de Georges Schehadé, en: Fernando Vidal Maffei, Georges Schehadé y Sofía Maffei, la poesía y el sueño, Abisinia Editorial S.A.S., Bogotá, ISBN 978-628-01-7816-5